# Треворроу, Колин
Колин Треворроу (англ. Colin Trevorrow; 13 сентября 1976, Сан-Франциско) — американский режиссёр, сценарист и продюсер.
Наиболее известен как режиссёр таких фильмов как: «Мир юрского периода» и «Безопасность не гарантируется». В 2013 году номинировался на премию «Независимый дух» за лучший дебютный фильм.

## Биография
Родился 13 сентября 1976 года в Сан-Франциско. В 2002 году впервые выступил как режиссёр, продюсер и сценарист в короткометражном фильме «Home Base». В 2004 году Колин выступил в той же роли в фильме «Reality Show». В 2005 году Колин работал над телешоу «Gary Under Crisis». В 2012 году вышел фильм «Безопасность не гарантируется», режиссёром и продюсером которого был Колин Треворроу. За эту работу он был номинирован на премии кинофестивалей «Сандэнс» и «Сиджес». В 2015 году на экраны вышел фильм «Мир юрского периода», который принёс Колину настоящую славу.
В августе 2015 года стало известно, что Треворроу был выбран в качестве режиссёра IX эпизода «Звёздных войн», выход которого на экраны состоялся в декабре 2019 года. 6 сентября 2017 года стало известно, что студии Lucasfilm и Walt Disney Pictures убрали Колина Треворроу с позиции главного постановщика IX эпизода «Звёздных войн» со следующим комментарием:

Lucasfilm и Колин Треворроу по совместному согласию решили разойтись. Колин отлично показал себя на стадии разработки фильма, но мы все пришли к выводу, что наши взгляды на проект не совпадают. Желаем Колину удачи и скоро предоставим новую информацию о картине.

Через несколько дней стало известно, что режиссёром фильма станет Джей Джей Абрамс, ранее снявший «Звёздные войны: Пробуждение силы».
В 2018 году состоялась премьера фильма «Мир юрского периода 2», в создании которого Треворроу принял участие в качестве сценариста (в соавторстве с Дереком Коннолли) и исполнительного продюсера. После выхода второй части было объявлено, что Треворроу снова вернётся к работе над франшизой в качестве режиссёра. В июне 2022 года в США и странах СНГ состоялась премьера третьей части франшизы «Мир юрского периода: Господство». Кассовые сборы по всему миру составили более 1 млрд долларов США.

## Фильмография
| Год         | Название                                     | Режиссёр | Сценарист | Продюсер       | Примечания                                                                                  |
| ----------- | -------------------------------------------- | -------- | --------- | -------------- | ------------------------------------------------------------------------------------------- |
| 2002        | Домашняя база                                | Да       | Да        | Да             | Короткометражный                                                                            |
| 2003        | Создавая революцию                           | Нет      | Да        | Исполнительный | Псевдодокументальный; показ состоялся в 2024 Роли: Брайан Картер / Активист на заднем дворе |
| 2004        | Реалити-шоу                                  | Да       | Да        | Да             | Документальный                                                                              |
| 2005        | Гэри: В условиях кризиса                     | Да       | Да        | Да             | Телефильм                                                                                   |
| 2012        | Безопасность не гарантируется                | Да       | Нет       | Да             |                                                                                             |
| 2015        | Мир юрского периода                          | Да       | Да        | Нет            | Голосовое камео: Mr. DNA                                                                    |
| 2016        | LEGO Мир юрского периода: Побег Индоминуса   | Нет      | Нет       | Исполнительный | Мультсериал, 5 эпизодов; производственный консультант                                       |
| 2017        | Книга Генри                                  | Да       | Нет       | Нет            |                                                                                             |
| 2018        | Мир юрского периода 2                        | Нет      | Да        | Исполнительный |                                                                                             |
| 2019        | Битва у Биг-Рок                              | Да       | Да        | Нет            | Короткометражный                                                                            |
| 2019        | Звёздные войны: Скайуокер. Восход            | Нет      | Сюжет     | Нет            |                                                                                             |
| 2020 — 2022 | Мир юрского периода: Лагерь мелового периода | Нет      | Нет       | Исполнительный | Мультсериал, 50 эпизодов                                                                    |
| 2021        | Мир юрского периода: Господство. Пролог      | Да       | Да        | Нет            | Короткометражный                                                                            |
| 2022        | Мир юрского периода: Господство              | Да       | Да        | Исполнительный |                                                                                             |
| 2024 — н.в. | Мир юрского периода: Теория хаоса            | Нет      | Нет       | Исполнительный | Мультсериал, 30 эпизодов                                                                    |
| 2025        | Под прикрытием                               | Нет      | Да        | Да             |                                                                                             |
| TBA         | Военный маг                                  | Да       | TBA       | TBA            |                                                                                             |
| TBA         | Атлантида                                    | Да       | TBA       | Да             |                                                                                             |
| TBA         | Мусорная гора                                | Нет      | Нет       | Да             |                                                                                             |

## Аттракцион
| Год  | Заголовок                      | Вклад                                          |
| ---- | ------------------------------ | ---------------------------------------------- |
| 2019 | Звездные войны: Край Галактики | Автор проекта корабля TIE-истребитель «Эшелон» |